# Rodolphe Scherer
Rodolphe Scherer est un cavalier français de concours complet d'équitation de niveau international. Il est né le 11 avril 1972 à Nantes.

## Principaux palmarès
- 1998 : vice-champion du monde par équipe avec Bambi de Brière aux Jeux équestres mondiaux de 1998 à Rome (Italie)